# Agromyza paganella
Agromyza paganella este o specie de muște din genul Agromyza, familia Agromyzidae, descrisă de Henry Wetherbee Henshaw în anul 1989. Conform Catalogue of Life specia Agromyza paganella nu are subspecii cunoscute.